# CF Esperança d’Andorra
CF Esperança d’Andorra (kat. Club de Futbol Esperança d’Andorra) – andorski klub piłkarski mający siedzibę w stolicy kraju, mieście Andora, grający od sezonu 2023/24 w rozgrywkach Primera Divisió.

## Historia
Chronologia nazw:
- 2020: CF Esperança d’Andorra (kat. Club de Futbol Esperança d’Andorra)

Klub piłkarski CF Esperança d’Andorra został założony w Andorze w 2020 roku. Początkowo zespół brał udział w rozgrywkach futsalowych. Dwa lata później, w sezonie 2022/23 debiutował w Segona Divisió (D2), zajmując trzecie miejsce w tabeli, które pozwoliło potem walczyć w turnieju barażowym. Turniej playoff zakończył również na trzeciej pozycji, które premiowało awansem do Primera Divisió.

## Barwy klubowe, strój, herb, hymn
|  |  |

Klub ma barwy biało-czarne. Zawodnicy domowe spotkania zazwyczaj grają w białych koszulkach, białych spodenkach oraz białych getrach.

## Sukcesy

### Trofea międzynarodowe
Nie uczestniczył w rozgrywkach europejskich (stan na 31-05-2023).

### Trofea krajowe
| \| \| Zdobyte trofea w rozgrywkach Andory (stan na: 31-05-2023) \| |                                                           |      |          |
| Rozgrywki                                                          | Osiągnięcie                                               | Razy | Sezon(y) |
| Mistrzostwo                                                        | I miejsce                                                 | 0    |          |
| Mistrzostwo                                                        | II miejsce                                                | 0    |          |
| Mistrzostwo                                                        | III miejsce                                               | 0    |          |
| Mistrzostwo                                                        | ?.miejsce                                                 | 1    | 2023/24  |
| Puchar                                                             | zdobywca                                                  | 0    |          |
| Puchar                                                             | finalista                                                 | 0    |          |
| Puchar                                                             | ćwierćfinalista                                           | 1    | ?        |
| II liga                                                            | I miejsce                                                 | 0    |          |
| II liga                                                            | II miejsce                                                | 0    |          |
| II liga                                                            | III miejsce                                               | 1    | 2022/23  |
| Andora                                                             | Zdobyte trofea w rozgrywkach Andory (stan na: 31-05-2023) |      |          |

## Poszczególne sezony

### Rozgrywki międzynarodowe

#### Europejskie puchary
Nie uczestniczył w rozgrywkach europejskich.

### Rozgrywki krajowe
| \| Andora \| Bilans występów klubu w rozgrywkach piłkarskich Andory (Stan na 31 maja 2023 r.) \| \| |                                                                                  |        |       |   |   |   |    |    |     |            |        |        |      |
| Poziom                                                                                              | Rozgrywki                                                                        | Sezony | Mecze | Z | R | P | B+ | B– | Pkt | Lata       | Awanse | Spadki | Naj. |
| I                                                                                                   | Primera Divisió                                                                  | 1      |       |   |   |   |    |    |     | od 2023    | 0      | 0      | ?    |
| II                                                                                                  | Segona Divisió                                                                   | 1      |       |   |   |   |    |    |     | 2022/23    | 1      | 1      | 3    |
| | Puchar Andory                                                                    | 0      |       |   |   |   |    |    |     | od 2023/24 | 0      | 0      | ?    |
| Andora                                                                                              | Bilans występów klubu w rozgrywkach piłkarskich Andory (Stan na 31 maja 2023 r.) |        |       |   |   |   |    |    |     |            |        |        |      |

## Piłkarze, trenerzy, prezydenci i właściciele klubu

### Piłkarze

#### Aktualny skład zespołu
Stan na11 grudnia 2023
| Nr | Poz. | Piłkarz        |
| -- | ---- | -------------- |
| 1  | BR   | Tete           |
| 3  | OB   | Oriol Vales    |
| 4  | OB   | Andreu Ramos   |
| 5  | OB   | Miguel Ruiz    |
| 6  | OB   | Xavier Moreno  |
| 7  | NA   | Joel Ferreira  |
| 10 | PO   | Lluis Blanco   |
| 11 | NA   | Alex Rente     |
| 12 | OB   | Marco da Silva |

| Nr | Poz. | Piłkarz             |
| -- | ---- | ------------------- |
| 14 | PO   | Albert Grau         |
| 16 | OB   | Christian Fernandes |
| 17 | PO   | Albert Ramírez      |
| 20 | PO   | Hugo Ferreira       |
| 21 | PO   | Arnau Torrellas     |
| 22 | OB   | Benet Ferrín        |
| 30 | OB   | Rui Beja            |
| 32 | PO   | Juanjo              |

### Trenerzy
...
- 1.07.2022–3.08.2023:  Renato Mota Ribeiro
- od 3.08.2023:  Richard Imbernón

## Struktura klubu

### Stadion
Klub piłkarski rozgrywa swoje mecze domowe na stadionie Centro Esportivo de la FAF 2 w Andorze, który może pomieścić 500 widzów.

## Kibice i rywalizacja z innymi klubami

### Derby
- Penya Encarnada d’Andorra
- FC Rànger’s